# Bucak
Bucak era sino al 2014 la più piccola unità amministrativa territoriale del governo centrale della Repubblica di Turchia.
Le unità amministrative più grandi sono le province (turco İl). Queste sono divise in distretti (Ilçe o Kaymakamlık). I distretti di solito sono costituiti da Bucak, mentre un Bucak era composto da villaggi e piccole città (kasaba). Non tutti i distretti erano divisi in Bucak.
Secondo l'ufficio amministrativo provinciale centrale, il Bucak non aveva più di fatto alcun significato in termini di personale e organizzazione. Negli ultimi anni, molti Bucak erano stati elevati al rango di distretto, per cui il loro numero era diminuito costantemente. Ufficialmente, c'erano ancora 634 Bucak nel 2010. Nel 2014, i Bucak erano quasi defunti, ma la loro entità legale continuava. Secondo la legge del 6360 del 2012, sono stati aboliti i bucak e i villaggi in 30 province, ma l'entità legale del Bucak in altre (51) province aveva continuato a esistere. (Vedi i comuni metropolitani in Turchia) Con modifiche approvate l'11 settembre 2014, tutti i Bucak sono stati aboliti.
Come sinonimo di Bukac oggi viene usato il termine amministrativo nahiye risalente al tempo dell'Impero ottomano.

## Regolamento legale
La legge amministrativa provinciale  regolava l'istituzione, la ristrutturazione, la denominazione, la ridenominazione, l'abrogazione e la distribuzione di un Bucak. Un Bucak era guidato da un direttore (bucak müdürü). Questo era subordinato al Kaymakam, che a sua volta ha il governatore provinciale (Vali) sopra di esso. Il Müdür era il più alto funzionario in un Bucak ed era responsabile per l'amministrazione generale e la pubblicazione e l'attuazione della legislazione. Era anche responsabile della sicurezza pubblica nel Bucak. La polizia e la gendarmeria erano sotto il suo comando. Il Müdür era nominato dal governatore provinciale.